# 麗〜花萌ゆる8人の皇子たち〜
『麗〜花萌ゆる8人の皇子たち〜』（レイ〜はなもゆるはちにんのおうじたち〜、朝: 月之恋人 - 歩歩驚心：麗、달의 연인 - 보보경심 려）は、2016年8月29日から2016年11月1日までSBSで放送された韓国のテレビドラマ。全20話。

## 概要
ある日突然、高麗時代にタイムスリップしたヒロインが皇子たちと繰り広げるロマンスとともに、皇子たちの王位を巡る争いを描く。
韓国を含むアジア各国で大ヒットした2011年の中国のテレビドラマ『宮廷女官 若曦』の原作である女性ベストセラー作家の桐華（トン・ホァ）の『步步驚心』の韓国ドラマ化。

## あらすじ
化粧品販売員コ・ハジン（IU）は、親友と恋人に裏切られて傷ついた気持ちを紛らわすため、公園でぼんやりとしていたが、公園内にある池で子どもが溺れているのを目にする。思わず飛び込み、子どもを助けたハジンだったが、逆に自分が溺れてしまう。目が覚めると、なんとそこは高麗時代だった。ハジンの魂は、ヘ・スという少女の体で目覚め、宮廷で暮らすことに。そこでハジンは、世にも美しい8人の皇子たちと出会い、優しい第8皇子ワン・ウク（カン・ハヌル）に惹かれていく一方で、冷徹な第4皇子ワン・ソ（イ・ジュンギ）に心が揺さぶられる。

## 登場人物
- ワン・ソ（第4皇子）：イ・ジュンギ
- コ・ハジン / へ・ス：IU
- ワン・ウク（第8皇子）：カン・ハヌル
- ワン・ヨ（第3皇子）：ホン・ジョンヒョン
- ペガ（ワン・ウク）（第13皇子）：ナム・ジュヒョク
- ワン・ウン（朝鮮語版）（第10皇子）：ベクヒョン（EXO）
- ワン・ジョン（朝鮮語版）（第14皇子）：ジス
- ワン・ウォン（朝鮮語版）（第9皇子）：ユン・ソヌ
- ワン・ム（第1皇子）：キム・サノ
- ウヒ：ソヒョン（少女時代）
- ヨナ皇女：カン・ハンナ
- チェ・ジモン：キム・ソンギュン
- パク・スンドク：チ・ヘラ
- ワン・ゴン / 太祖（テジョ）：チョ・ミンギ
- 皇后ユ氏：パク・チヨン
- 皇后ファンボ氏：チョン・ギョンスン
- パク・スギョン（朝鮮語版）：ソン・ドンイル
- オ尚宮：ウ・ヒジン
- チェリョン：チン・ギジュ

## 略歴

### 制作
2015年6月25日、キム・ギュテ監督と制作会社BaramiBunda Inc.は、桐華の原作小説「步步驚心」の朝鮮語版の制作の初期段階にあると発表した。同年9月15日、 NBCユニバーサルが投資家に加わり、150億ウォンの予算の半分をカバーした。NBCユニバーサルが初めてアジアドラマに投資する作品で、中国や東南アジアといったグローバル市場を対象に100％事前制作として完成度まで最高に引き上げるという計画である。
2016年1月25日、YGエンターテインメントも投資家に加わった。 中国のストリーミングプラットフォームYoukuは、1エピソードあたり40万ドルで本作を購入し、これまでに販売された中で最も高価な韓国ドラマとして、以前「太陽の末裔」と「むやみに切なく」によって更新された記録を上回った。 しかし、数か月後に「マン・ツー・マン ～君だけのボディーガード～」によってこの記録は破られた。

### スケジュール
2015年11月11日にイ・ジュンギが、12月28日にIUが本作の出演オファーを受けたことを発表。2016年1月4日に出演を確定。1月18日に最初の台本読み合わせ現場が公開された。
2016年2月から撮影を開始し、約5か月撮影を行った。IUは7月1日に、イ・ジュンギは6月30日に撮影を終えた。
2016年8月24日、インペリアル・パレスホテルにて制作発表会を開催。
2016年8月29日、韓国SBSで放送開始。
2016年11月1日、放送終了。

### 撮影地
- 百済文化団地[21][22]（忠清南道扶余郡）
- 温達（オンダル）観光地（忠清北道丹陽郡）
- 羅州映像テーマパーク[23]（全羅南道羅州市）
- 雲住寺（全羅南道和順郡）
- 萬淵寺（全羅南道和順郡）
- 鰲山：四聖庵（サソンアム）（全羅南道求礼郡）
- 多島海海上国立公園・ボギル島：洗然亭[24]（全羅南道莞島郡）
- 孝園公園 : 粤華苑（ウォラウォン）庭園[25][26]（京畿道水原市）
- 抱川アートバレー：天柱湖[27]（京畿道抱川市）
- 南平文氏本里世居地（大邱広域市）[28]
- 密陽湖（慶尚南道密陽市）
- 盤谷池（慶尚北道慶山市）
- 船橋荘（江原道江陵市）

## 受賞歴
2016 SAF SBS演技大賞
- ベストカップル賞（イ・ジュンギ・IU）
- 韓流スター賞（イ・ジュンギ）
- ファンタジードラマ男性優秀演技賞（カン・ハヌル）
- ファンタジードラマ部門女性特別演技賞（ソヒョン）

Soompi Awards 2016
- 原作表現賞
- 今年のアイドル俳優（ベクヒョン）
- 最優秀ドラマOST（EXO-CBX「너를 위해（君のために）」）

The 5th Annual DramaFever Awards
- Best Ensemble部門
- Best Historical Drama部門

## OST
「麗<レイ>～花萌ゆる8人の皇子たち」オリジナル・サウンドトラック
| #         | タイトル                                       | 作詞                                  | 作曲                                      | 歌手                                  | 時間  |
| --------- | ---------------------------------------------- | ------------------------------------- | ----------------------------------------- | ------------------------------------- | ----- |
| 1.        | 「너를 위해」(君のために)                      | Ji Hoon, Goo Ji-an                    | Rocoberry                                 | EXO-CBX(チェン, ベクヒョン, シウミン) | 3:17  |
| 2.        | 「Say Yes」                                    | Ji Hoon, Loco                         | Rocoberry                                 | Loco, Punch                           | 3:40  |
| 3.        | 「사랑해 기억해」(愛してる 憶えていて)         | Ji Hoon, Goo Ji-an                    | earattack, Obros                          | I.O.I                                 | 4:08  |
| 4.        | 「그대를 잊는다는 건」(あなたを忘れることは)   | Ji Hoon, Goo Ji-an                    | Rocoberry, Conan, Loco                    | Davichi                               | 3:13  |
| 5.        | 「All With You」                               | Ji Hoon, Goo Ji-an                    | Seo Jae-ha, Kim Young-sung                | テヨン                                | 3:55  |
| 6.        | 「내 마음 들리나요」(私の心の声が聞こえますか) | Tablo, Mithra Jin, Ji Hoon, Goo Ji-an | Tablo, DJ Tukutz, Conan, Loco, Rocoberry  | Epik High, イ・ハイ                   | 4:09  |
| 7.        | 「사랑인 듯 아닌 듯」(恋のような 違うような)   | Ji Hoon, Goo Ji-an                    | Rocoberry, Conan, Loco                    | ペク・アヨン                          | 3:24  |
| 8.        | 「고백합니다」(告白します)                     | Ji Hoon, Goo Ji-an                    | Hwang Chan-hee, PJ                        | SG Wannabe                            | 3:41  |
| 9.        | 「꼭 돌아오리」(必ず帰ってきます)              | Ji Hoon, Goo Ji-an                    | Rocoberry, Conan, Loco                    | イム・ソンへ                          | 3:27  |
| 10.       | 「내 사랑」(My Love)                           | Ji Hoon, Goo Ji-an                    | Hwang Chan-hee, Lee Seung-joo, Lee Ra-eum | イ・ハイ                              | 3:42  |
| 11.       | 「바람」(風)                                   | Ji Hoon, Goo Ji-an                    | Rocoberry, Conan, Loco                    | チャン・スンファン                    | 3:39  |
| 12.       | 「Be With You」                                | Ji Hoon, Lee Chan-hyuk                | Lee Chan-hyuk, Rocoberry                  | AKMU                                  | 3:08  |
| 13.       | 「안녕」(さよなら)                             | Ji Hoon, Goo Ji-an                    | Ahn Young-min                             | Im Do-hyuk                            | 4:28  |
| 合計時間: | 合計時間:                                      | 合計時間:                             | 合計時間:                                 | 合計時間:                             | 47:56 |

| #         | タイトル                  | 作詞      | 作曲                          | Artist(s)    | 時間 |
| --------- | ------------------------- | --------- | ----------------------------- | ------------ | ---- |
| 1.        | 「The Prince」            |           | Heo Sang-eun                  | –            | 2:03 |
| 2.        | 「Agonal Howl」           |           | Choi Sung-kwon, Son Joo-kwang | –            | 2:57 |
| 3.        | 「Haesu」                 |           | Heo Sang-eun, Park Yeong-ik   | –            | 2:07 |
| 4.        | 「Wraith」                |           | Heo Sang-eun, Choi Sung-kwon  | –            | 2:31 |
| 5.        | 「One for Me」            |           | Kim Ji-soo, Choi Sung-kwon    | –            | 2:42 |
| 6.        | 「Wing of Goryeo」        |           | Kim Ji-soo                    | Park Jin-hee | 4:33 |
| 7.        | 「Appassionata」          |           | Bae Bo-ram, Heo Sang-eun      | –            | 2:12 |
| 8.        | 「Vendetta」              |           | Park Young-ik                 | –            | 1:54 |
| 9.        | 「Be Your Love」          |           | Kim Ji-soo, Heo Sang-eun      | –            | 2:57 |
| 10.       | 「Gesture of Resistance」 |           | Kim Ji-soo                    | –            | 4:41 |
| 11.       | 「Love of Haesu」         |           | Park Min-ji, Choi Sung-kwon   | –            | 3:01 |
| 12.       | 「Pastoral Morning」      |           | Heo Sang-eun                  | –            | 2:46 |
| 13.       | 「Great Nebula」          |           | Park Joon-soo, Oh Young-sang  | –            | 4:04 |
| 14.       | 「The Sorrow of Prince」  |           | Park Min-ji, Choi Sung-kwon   | –            | 2:29 |
| 15.       | 「Battle Bobo」           |           | Park Joon-soo, Kim Wi-yeon    | –            | 2:28 |
| 合計時間: | 合計時間:                 | 合計時間: | 合計時間:                     | 43:32        |      |

## 映像作品
| タイトル                                                                               | 発売日        | 販売元                                      | EANコード         |
| -------------------------------------------------------------------------------------- | ------------- | ------------------------------------------- | ----------------- |
| 麗<レイ>〜花萌ゆる8人の皇子たち〜 Blu-ray SET1                                         | 2017年3月2日  | NBCユニバーサル・エンターテイメントジャパン | EAN 4988102496982 |
| 麗<レイ>〜花萌ゆる8人の皇子たち〜 DVD SET1                                             | 2017年3月2日  | NBCユニバーサル・エンターテイメントジャパン | EAN 4988102496968 |
| 麗<レイ>〜花萌ゆる8人の皇子たち〜 Blu-ray SET2                                         | 2017年4月4日  | NBCユニバーサル・エンターテイメントジャパン | EAN 4988102496999 |
| 麗<レイ>〜花萌ゆる8人の皇子たち〜 DVD SET2                                             | 2017年4月4日  | NBCユニバーサル・エンターテイメントジャパン | EAN 4988102496975 |
| 麗<レイ>〜花萌ゆる8人の皇子たち～ BOX1 (コンプリート・シンプルDVD-BOX5,000円シリーズ)  | 2018年8月22日 | NBCユニバーサル・エンターテイメントジャパン | EAN 4988102685607 |
| 麗<レイ>〜花萌ゆる8人の皇子たち～ BOX2 (コンプリート・シンプルDVD-BOX5,000円シリーズ)  | 2018年8月22日 | NBCユニバーサル・エンターテイメントジャパン | EAN 4988102685669 |
| 麗<レイ>〜花萌ゆる8人の皇子たち～ BD‐BOX1(コンプリート・シンプルBD‐BOX6,000円シリーズ) | 2019年8月21日 | NBCユニバーサル・エンターテイメントジャパン | EAN 4988102800697 |
| 麗<レイ>〜花萌ゆる8人の皇子たち～ BD‐BOX2(コンプリート・シンプルBD‐BOX6,000円シリーズ) | 2019年8月21日 | NBCユニバーサル・エンターテイメントジャパン | EAN 4988102800703 |

## 日本での放送

### 放送局
- KNTV（2016年）- 日本初放送[33]
- WOWOW（2017年）[34]
- ホームドラマチャンネル（2017年）[35]
- テレビ東京「韓流プレミア」（2017年）- 日本語吹替あり[36]
- テレビせとうち（2017年）
- テレビ大阪（2017年）[37]
- テレビ愛知（2017年）[38]
- テレビ九州（2018年）
- BSジャパン（2018年）[39]
- BSフジ〈ゆう韓ドラマ〉枠（2019年）[40]
- DATV（2019年）[41]
- TOKYO-MX（2020年）[42][43]
- アジアドラマチックチャンネル（2020年）[44]
- テレQ九州放送（2021年）[45]
- サンテレビ（2021年、2025年）[46]
- KBS京都（2021年）[47]
- BSJapanext（2022年）

### 配信
- U-NEXT - 独占見放題作品として配信

以下はレンタルで視聴可能
- Amazonプライム・ビデオ
- dTV
- FODプレミアム
- ABEMA
- GYAO!
- TELASA
- Music.jp

### 吹替キャスト
- ワン・ソ：石田彰[48]
- コ・ ハジン/ヘ・ス：白石涼子[49]
- ワン・ウク：大原崇[50]
- ワン・ヨ：影平隆一
- ペガ（ワン・ウク）：室元気
- ワン・ウン：髙橋孝治
- ワン・ジョン：石狩勇気
- ワン・ウォン：丸山智行
- ワン・ム：矢野正明
- ウヒ：清水はる香
- ヨナ皇女：大津愛理
- チェ・ジモン：田村真
- ワン・ゴン：中村和正
- 皇后ユ氏：きそひろこ
- 皇后ファンボ氏：塙英子
- チェリョン：矢尾幸子